# Mensurfægtning
Mensur (lat.:mål) i fægtning betegner den opmålte afstand mellem de fægtende ved dueller; det alm. navn på tysk for studenterduel.